# Слодкув-Третій
Слодкув-Третій (пол. Słodków Trzeci) — село в Польщі, у гміні Красник Красницького повіту Люблінського воєводства.
Населення — 677 осіб (2011).

## Демографія
Демографічна структура станом на 31 березня 2011 року:
|          | Загалом | Допрацездатний вік | Працездатний вік | Постпрацездатний вік |
| -------- | ------- | ------------------ | ---------------- | -------------------- |
| Чоловіки | 321     | 74                 | 218              | 29                   |
| Жінки    | 356     | 78                 | 200              | 78                   |
| Разом    | 677     | 152                | 418              | 107                  |